# 追魂鏢
《追魂镖》（英語：Killer Darts）是1968年上映的一部香港電影，由何梦华执导，杜云之编剧，秦萍等領銜主演。该电影主要讲述的是一位武侠和其儿子养女诛杀盗贼团的故事。

## 劇情簡介
会使用“追魂镖”的刘文龙，为了给妻子以及家人报仇，于是决定亲自找到仇人并且将其击杀。
可就在寻找途中，其弟子居然调戏村姑，并且他还与师父大打出手，以及杀死了村姑。
而刘文龙因为一些原因决定收养被杀的村姑的女儿，以及打算放弃寻仇及封镖。
在这之后，仇人居然主动的找上了门，并且还和之前和师父决裂的徒弟合作。不仅如此，这个徒弟还蛊惑自己师父的养女，说是其母亲被刘文龙所杀。
但是最后，盗贼团和徒弟还是被剿灭，并且刘文龙也和养女和好。

## 演员表
- 秦萍
- 黄小曼
- 岳华
- 连伟安
- 沈依
- 房勉
- 张佩山
- 彭鹏
- 魏平澳
- 谷峰
- 马影
- 唐迪
- 张玉琴
- 胡同

## 備註
1. ↑  劉現成. . 2001年.
2. ↑  伍宏. . 2008年.
3. ↑  . 2007年.
4. ↑  蔡國榮. . 1984年.

## 相關連結
- 互联网电影数据库（IMDb）上《追魂鏢》的资料（英文）
- 豆瓣电影上《追魂鏢》的資料 （简体中文）
- 时光网上《追魂鏢》的資料（简体中文）
- 香港影庫上《追魂鏢》的資料（繁體中文）